# 陈建二
陈建二，广州大学计算机科学与网络工程学院教授、博士生导师，中华人民共和国教育部第二批“长江学者”特聘教授。曾主持多个重点学术科研项目、担任《中国科学：信息科学》、《计算机学报》等多个期刊杂志编委、发表数百篇论文、获得多个奖项。1982年毕业于中南矿冶学院计算机专业，后获得纽约大学计算机博士学位、哥伦比亚大学数学博士学位。曾任美国Texas A&M大学计算机系教授。